# Осинторф
Осинто́рф (бел. Асінто́рф) — агрогородок в Дубровенском районе Витебской области Беларуси. Административный центр Осинторфского сельсовета. Там родился великий врач-офтальмолог Даниил Павлов.

## Описание
Агрогородок расположен в 7 км севернее трассы М1 и в 17 км к северу от Дубровно. Ближайшая железнодорожная станция — Осиновка, в 8 км. В посёлке действует торфопредприятие «Осинторф» (торфобрикетный завод не работает). К заводу была проведена узкоколейная железная дорога(На данный момент не действует и разобрана)
Вокруг агрогородка располагаются торфяные и сфагновые болота, на которых в изобилии произрастает клюква — главный местный символ.

## История
15 ноября 1934 года в Оршанском районе был образован рабочий посёлок Осинторф. С 9 сентября 1946 года — в составе Ореховского района, с 16 июля 1954 года — в составе Оршанского района, с 6 января 1965 года — в составе Дубровенского района.
8 апреля 2004 года рабочий посёлок Осинторф был отнесён до категории сельских населённых пунктов, в связи с этим был упразднён Осинторфский поселковый Совет и образован Осинторфский сельсовет.
В 2011 году посёлок Осинторф преобразован в агрогородок.

## Экономика
В агрогородке действуют торфопредприятие «Осинторф» и торфобрикетный завод.

## Население

### Численность
- 2019 год — 799 жителей

### Динамика
- 1999 год — 1 300 жителей (перепись населения)
- 2001 год — 950 жителей
- 2009 год — 914 жителей (перепись населения)
- 2019 год — 799 жителей, это второй по населённости пункт района[7]; «островок среди болот»[4].

В 1939 году в Осинторфе проживало 4104 человека, в том числе 3380 белорусов, 399 русских, 117 украинцев, 50 евреев, 22 поляка и 136 представителей других национальностей.

## Культура
- Дом культуры
- Филиал ГУК «Дубровенский районный историко-краеведческий музей»[9].
- Музей ГУО «Осинторфская средняя школа Дубровенского района».

## Достопримечательность
- ЦерковьАллея из деревьев в память героев Великой Отечественной войны.
- Братская могила (1941—1944 гг.), в парке —  Историко-культурная ценность Республики Беларусь, шифр 213Д000457.
- Братская могила воинов Красной Армии, погибших в годы Великой Отечественной войны.
- Церковь.

### Памятник, скульптура
- Памятник Подпольщикам, расположен от агрогородка на 478-м км на автомагистрали Москва — Брест. Установлен в 1966 году в честь героев Осинторфского подполья. Около агрогородка Буда, в месте, где открывается вид на Осинторф.

## Известные лица
- Павлов Даниил — врач-офтальмолог.
- Образова, Валентина Владимировна — советская биатлонистка, советский и российский тренер по биатлону. Чемпионка (1989) и неоднократный призёр чемпионата СССР. Мастер спорта СССР международного класса.
- Хорошко, Регина Прокоповна (род. 7 мая 1938) — белорусский физикохимик. Кандидат химических наук (1976).